# ويليام كيلي سيمبسون
ويليام كيلي سيمبسون (بالإنجليزية: William Kelly Simpson)‏ هو عالم إنسان أمريكي، ولد في 3 يناير 1928 في نيويورك في الولايات المتحدة، وتوفي في 24 مارس 2017.